# ACS Combinatorial Science
ACS Combinatorial Science (nach ISO 4-Standard in Literaturzitaten mit ACS Comb. Sci. abgekürzt) war eine wissenschaftliche Fachzeitschrift, die bis Dezember 2020 von der American Chemical Society veröffentlicht wurde. Die erste Ausgabe erschien im Jahr 1999 unter dem Namen Journal of Combinatorial Chemistry, im Jahr 2011 erfolgte der Wechsel des Namens in ACS Combinatorial Science. In der Zeitschrift wurden Artikel veröffentlicht, die sich mit der Entwicklung und Anwendung von kombinatorischen, High-Throughput-Methoden beschäftigen.
Der Impact Factor lag im Jahr 2020 bei 3,784. Nach der Statistik des Web of Science wird das Journal mit diesem Impact Factor in der Kategorie angewandte Chemie an 22. Stelle von 74 Zeitschriften, in der Kategorie medizinische Chemie an 26. Stelle von 62 Zeitschriften und in der Kategorie multidisziplinäre Chemie an 72. Stelle von 178 Zeitschriften geführt.